# Nianamaga Traoré
Nianamaga Traoré (Nianamagha) foi um fama (chefete) senufô do Reino de Quenedugu que governou de ca. 1830/1835 até ca. 1840/1845.

## Vida
Nianamaga era irmão de Tiemonconco. Em data incerta, esteve no Império de Congue, onde assumiu posição proeminente ao lado do irmão. Por seus abusos, foram obrigados a fugir para Fincolo, a 17 quilômetros de Sicasso. Pigueba Uatara, ao assumir posição em Congue, perseguiu-os até Fincolo, onde sitiou-os. Eles fugiram para Cafela, em Bugula. De novo foram perseguidos, e por pressão dos atacantes, abandonam Cafela em direção a Natié, onde finalmente conseguem impedir Pigueba, que então retorna a Congue. De Natié, a família Traoré se estabelece definitivamente em Bugula, que se tornou sua residência habitual. Esses eventos ocorreram ca. 1835.
Nianamaga entrou em acordo com seu irmão e decidiram que a sucessão seria feita por ordem de primogenitura, com intercalação de membros do ramo mais velho com os do mais jovem. Nianamaga morreu ca. 1845 e foi sucedido por seu irmão. Teve ao menos 13 filhos, Daulá (r. 1845–1860) que sucedeu o tio no trono, e outros 12 referidos coletivamente, mas anonimamente, quando foram massacrados em 1850 em Zanso.